# Edmund von Freyhold

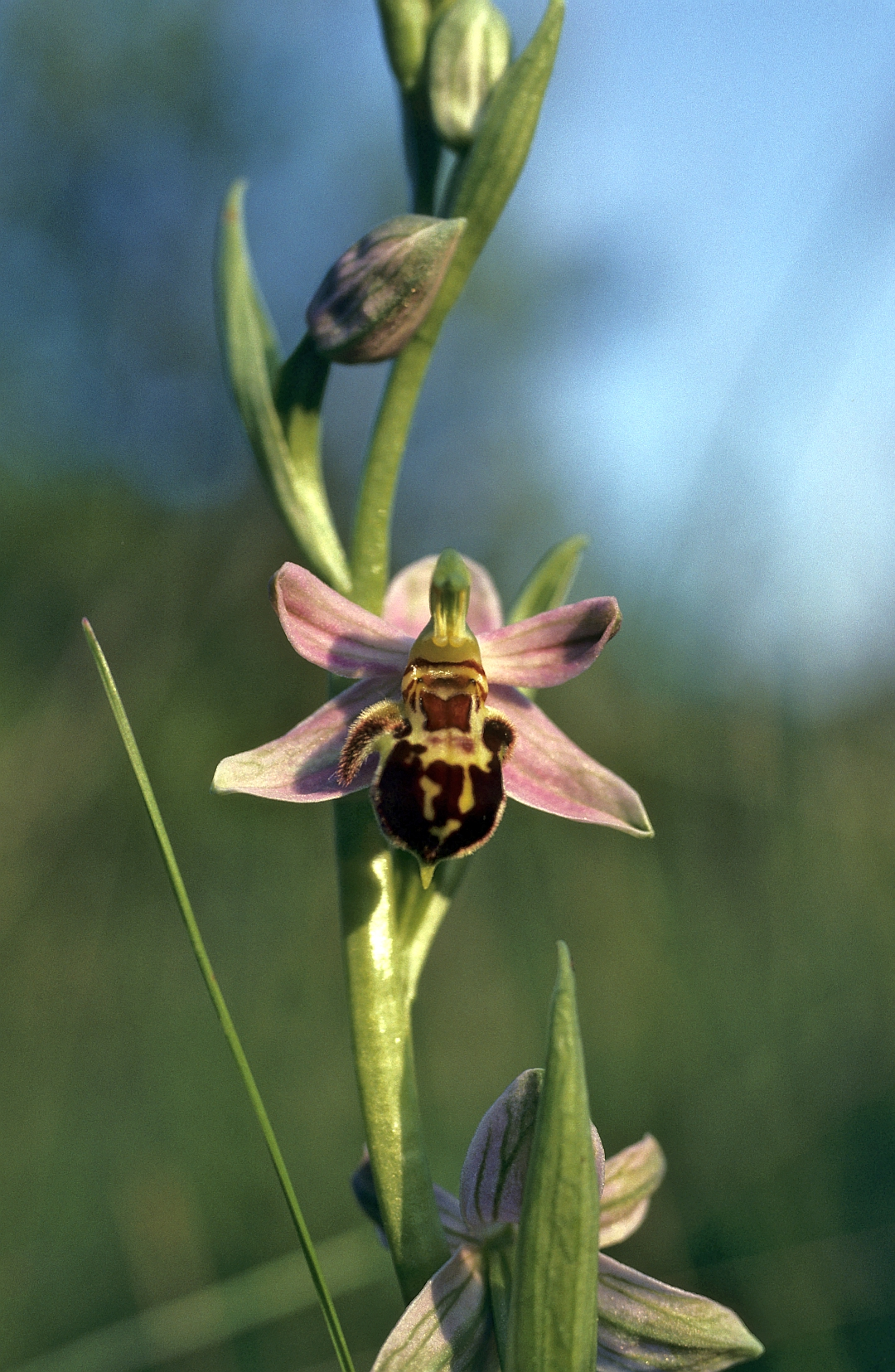
Ophrys apifera Hudson var. friburgensis Freyhold 1879

Ferdinand Edmund Joseph Karl von Freyhold (* 26. Dezember 1845 in Sommerfeld; † 28. Dezember 1918 in Emmendingen) war ein deutscher Lehrer, Komponist und Botaniker. Sein botanisches Autorenkürzel lautet „Freyhold“.

## Leben
Edmund von Freyhold wurde 1875 an der Universität Straßburg mit seiner botanischen Dissertation Beiträge zur Pelorienkunde promoviert. Er war von 1873 bis 1875 an der höheren Stadtschule in Eupen und wirkte später als Lehrer an der höheren Mädchenschule in Freiburg im Breisgau. Edmund von Freyhold führte den Professorentitel.
Am 23. Juli 1881 wurde Ferdinand Edmund Joseph Karl von Freyhold unter der Präsidentschaft des Physikers Hermann Knoblauch unter der Matrikel-Nr. 2317 als Mitglied in die Kaiserliche Leopoldino-Carolinische Deutsche Akademie der Naturforscher aufgenommen.
Edmund von Freyhold ist Erstbeschreiber der Bienen-Ragwurz Ophrys apifera Hudson var. friburgensis Freyhold 1879.
Freyhold hatte sich am 5. Juni 1873 mit Hedwig Tietze (1853–1892) verheiratet. Aus der Ehe ging der Maler und Bilderbuchillustrator Konrad Ferdinand Edmund von Freyhold hervor. Nach dem Tod seiner Frau heiratete er in zweiter Ehe am 17. Oktober 1893 in Baden-Baden Elisabeth Heim (1861–1931).

## Schriften
- Ueber Symmetrieverhältnisse und Zygomorphismus der Blüthen. 1874er Herbstprogramm der höheren Bürgerschule zu Eupen, C. J. Mayer, Eupen 1874.
- Beiträge zur Pelorienkunde. Botanische Inaugural-Dissertation der mathematischen und naturwissenschaftlichen Facultät der Universität Strassburg, Witwe J. Emonds, Eupen 1875 (Digitalisat)
- Über Blüthenbau und Verstäubungsfolge bei Tropaeolum pentaphyllum. Nova acta Academiae Caesareae Leopoldino-Carolinae Germanicae Naturae Curiosorum, XXXIX, 1, Dresden 1876.(Digitalisat)
- Kleinere botanische Mitteilungen über Orchideen. In: Tageblatt der 52. Versammlung deutscher Naturforscher und Aerzte in Baden-Baden 1879. A. v. Hagen, Baden-Baden, 1879, S. 219–220.

## Werke
- Die Technik der musikalischen Deklamation. In: Die Musik. XVI, 4, Schuster & Loeffler, Berlin und Leipzig 1904–1905, S. 3–16 (Digitalisat), S. 115–134 (Digitalisat), S. 147–164 (Digitalisat)